# Miyuki Kanō
Miyuki Kanō (jap. 狩野 美雪 Kanō Miyuki; ur. 17 maja 1977 w Mitace, w Japonii) – japońska siatkarka grająca na pozycji przyjmującej. W latach 2010–2011 występowała w duńskiej drużynie Fortuna Odense Volley.